# 舒爾姆湖

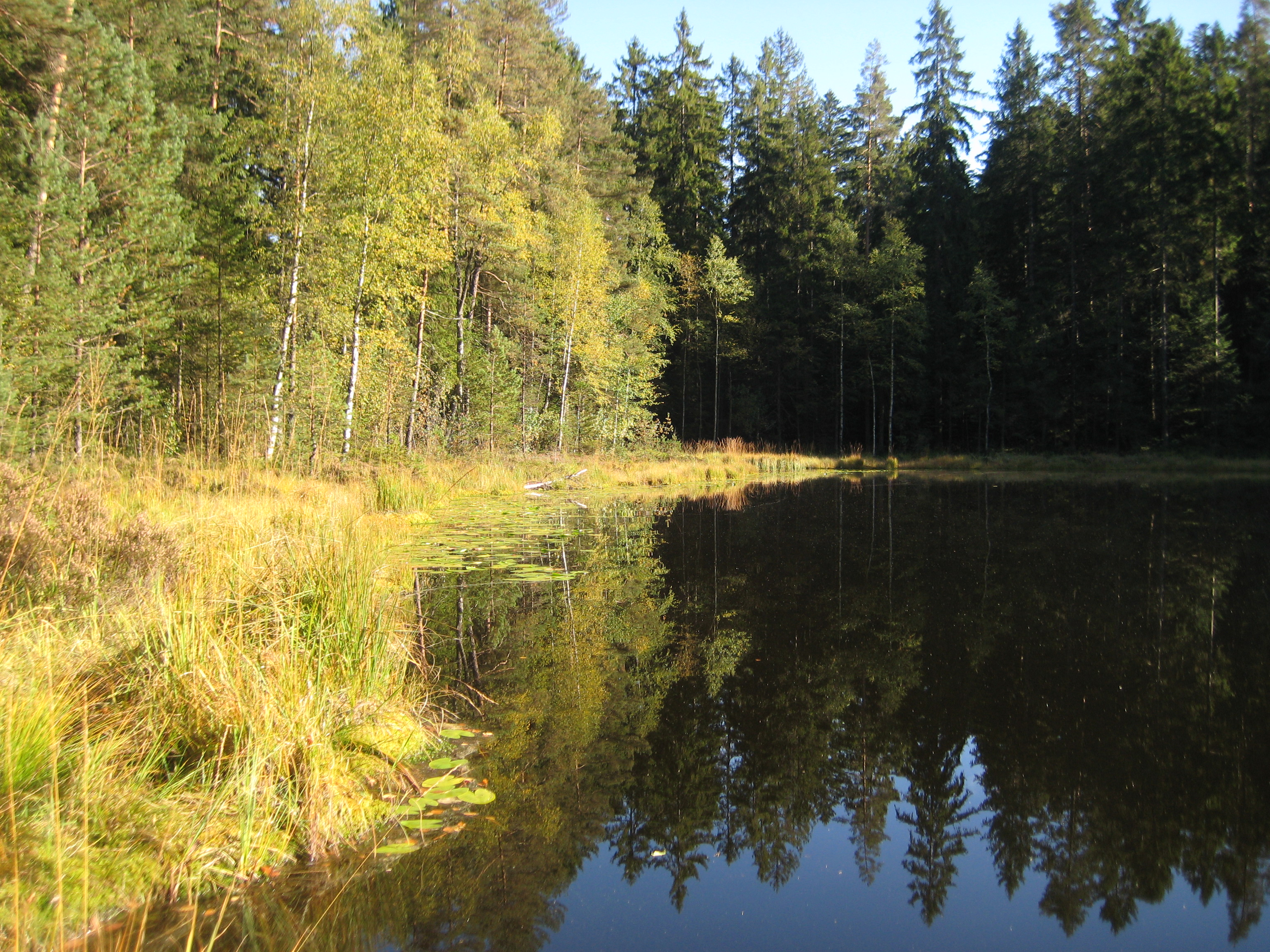

舒爾姆湖（德語：Schurmsee），是德國的湖泊，位於該國西南部，由巴登-符騰堡州負責管轄，處於福爾巴赫，面積0.02平方公里，海拔高度794米，最大水深13米，水體容量18萬立方米。
48°36′47.76336″N 8°19′7.52412″E / 48.6132676000°N 8.3187567000°E